# Felpa

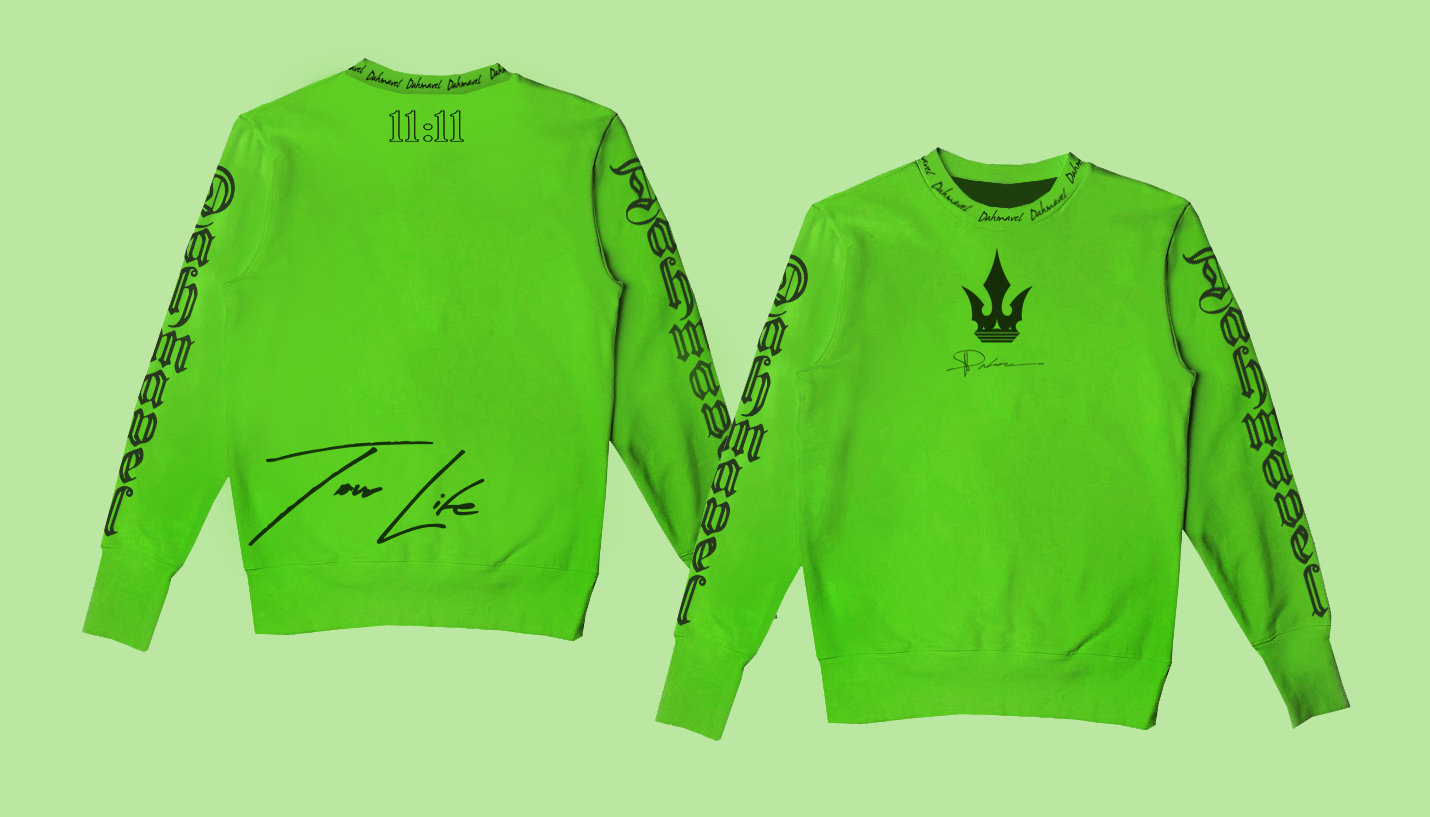
Una felpa verde

La felpa è un capo di abbigliamento realizzato con un tessuto a maglia in catena rasato. Il tessuto può essere passato sotto una macchina chiamata ‘garzo’, che estrae il pelo nella parte interna, e viene definita felpa ‘garzata’. Quella leggera, usata durante le mezze stagioni, di solito è ‘sgarzata’, ovvero non è passata sotto il garzo ed è quindi priva del pelo interno (in gergo commerciale è detta anche ‘french terry’).

## Storia
Originariamente nata per praticare l'attività sportiva, è indossata anche abitualmente (al pari dei maglioni e dei pullover). 

## Etimologia
Il nome inglese è «sweatshirt», letteralmente «maglia da sudore».

## Descrizione
La felpa generalmente va dalla vita fino al collo, è a maniche lunghe ed esiste in diverse versioni: con il cappuccio, senza maniche, con la cerniera lampo o con la tasca centrale.